# WR-40 Langusta

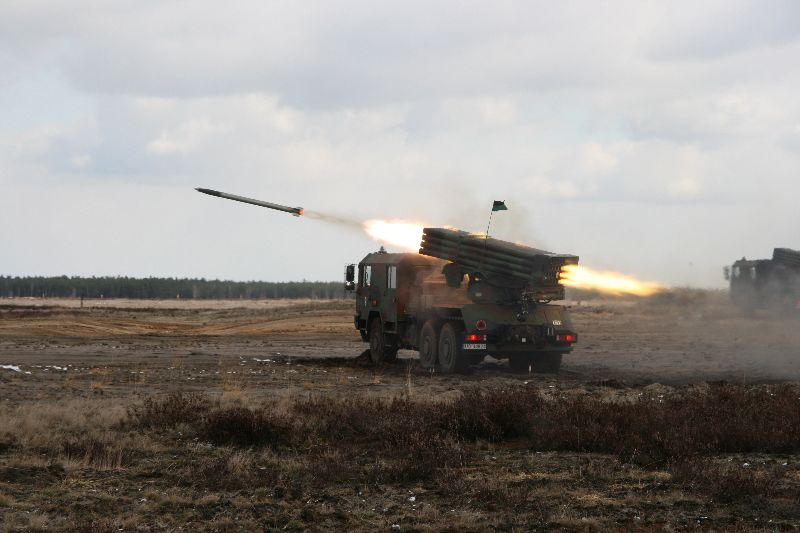
WR-40 Langusta, 5-й артилерійський полк

WR-40 Langusta — самохідна багатонавідна ракетна установка, розроблена в Польщі як грунтовна модернізація радянської пускової установки БМ-21 «Град». Langusta виробляється на Військово-виробничому центрі HSW у Стальовій Волі. Крім стандартних ракет М-21ОФ, вона оснащена ракетами Фенікс-Z. Станом на січень 2018 року у Збройних Силах Республіки Польща є 75 пускових установок.

## Історія
З 1960-х років Військо Польське використовувало радянські самохідні реактивні установки БМ-21 «Град» на шасі вантажівки 6×6 Урал-375Д, яких у 2007 році було ще 227. З 1990-х років у Польщі велися роботи з модернізації пускових установок, як щодо використання нових боєприпасів, так і впровадження системи керування вогнем, а також заміни шасі на сучасні. Використовувані носії Урал-375Д були вже досить зношеними, постачання запчастин із пострадянських країн було проблематичним, а бензиновий двигун був неекономічним. Ще одним недоліком була невелика кабіна вантажівки, яка не дозволяла вмістити весь екіпаж пускових установок. У 2003 році прототип пускової установки під позначенням БМ-21М, встановлений на польському шасі 6×6 Star 1466 з розширеною кабіною, пройшов військові кваліфікаційні випробування, але в такому вигляді він не був прийнятий, а виробництво самого вантажівки, незабаром було завершено.
У 2005 році було вирішено використовувати польське шасі 6 × 6 Jelcz P662D.35 з броньованою кабіною. На відміну від оригінального БМ-21, машина була оснащена системою керування вогнем з балістичним комп’ютером, розробленою польською компанією WB Electronics. Сам блок пускової установки з силовою установкою і прицілами, переданими з вихідних носіїв, не зазнав серйозних змін. Прототип був завершений в кінці 2006 року. У грудні 2006 року він успішно пройшов військові випробування, а потім був прийнятий на озброєння під назвою WR-40 Langusta (Ракетна установка, 40 — приблизна дальність в кілометрах з використанням нових боєприпасів Фенікс-Z).
22 квітня 2008 року військові замовили модернізацію першої 31 пускової установки, з яких для економії лише 9 укомплектовано навігаційною системою Talin 5000 (не менше однієї на взвод).

## Застосування
Ця зброя призначена для використання в дивізіоні ракетної артилерії. Langusta призначена для:
- знищення вогневих і бойових пристроїв;
- руйнування фортифікаційних споруд та укріплень;
- виведення з ладу та знищення живої сили, особливо в районах скупчення.

## Загальна характеристика
Пускові установки встановлені на всюдихідному шасі Jelcz P662D.35 6 х 6 із заниженою чотиридверною кабіною екіпажу на 6 осіб типу 144 (конструкція Jelcz). Кабіна має вбудований балістичний захист у вигляді броні 1 рівня  стандарту НАТО 4569, включаючи броньове скло (захист від звичайних гвинтівкових снарядів). Кабіна гідравлічно нахилена для доступу до двигуна, а її конструкція була опущена на висоту верхньої частини пускової установки для полегшення стратегічного транспортування, особливо повітряним. Вантажопідйомність шасі становить 10 тонн. Двигун Iveco Aifo Cursor 8 об’ємом 7,8 л розвиває 259 кВт (352 к.с.). Він дозволяє розвивати максимальну швидкість на дорогах з твердим покриттям до 85 км/год. Шини одинарні, розміром 14,00R20, зі вставками для короткочасної їзди з прострілом шини та центральною системою накачування шин. Стандартні бронеавтомобілі мають повне позначення P662D.35-G27 і оснащені механічною коробкою передач ZF замість автоматичної, як у прототипі.
Апарат оснащений автомобільним терміналом DD9620T, цифровою системою управління вогнем від польської компанії WB Electronics та навігаційним комплексом] Honeywell Talin 5000. При цьому через витрати з навігаційною системою замовляється лише частина пускової установки. , що не зменшує можливостей взводу. Зв'язок забезпечується бортовою радіостанцією VHF Fastnet Radmor RRC-9311 AP і взаємодіючими окремими радіостанціями PRC-500 (система внутрішнього зв'язку WB Electronics Fonet BMS) і системою управління полем бою Trop. Сукупність – це система управління вогнем (СКВ).

## Основні ударні характеристики
Пускова установка має 40 стволів калібру 122,4 мм. За даними виробника, час програмування 40 ракетних детонаторів, розміщених у стволах, становить 3 хвилини, а повний залп виконується протягом 20 секунд. Дальність стрільби стандартними боєприпасами становить 20 км. У ракети «Фенікс-Z» з фугасною боєголовкою дальність дії становить 42 км, а у ракети з вантажною бойовою частиною — 32 км.

### Ракети Фенікс-Z
Використовувані стандартні ракети М-21ОФ радянського походження (як і для оригінальних пускових установок БМ-21 Град) не дозволяють використовувати всі можливості системи. Наприкінці 1990-х років компанія FPS з Болехово (згодом увійшла до складу Mesko) розробила сімейство ракет Фенікс-Z, які завдяки використанню сучасного палива Celerg (пізніше Roxel), імпортованого з Франції, досягли значного більший діапазон. У 2003 році після випробування пробної партії військові замовили першу партію з 450 снарядів М-21ФК сімейства Фенікс-З з касетною боєголовкою з суббоєприпасом Hesyt HEAT (42 ракети ГКО). У варіанті М-21ФК ці ракети мають дальність не менше 32 км. З 2004 по 2010 рік ці ракети замовлялися невеликими партіями (всього кілька тисяч), після чого виробник палива припинив співпрацю у виробництві ракет з касетними боєголовками через конвенцію про нерозповсюдження такої зброї. Також були розроблені версії М-21ФХЕ з фугасною бойовою частиною та М-21ФК1 з бойовою частиною з протитанковими ракетними мінами, які не були реалізовані. Але з 2019 року була поставлена високоосколкова боєголовка М-21ФХД з вимушеною осколковістю не менше 42 км (3140 ракет замовлено в 2019-21 роках).

## Служба в Війську Польському
Перший дослідний зразок пускової установки був переданий Центру підготовки артилерії та озброєння в Торуні 20 березня 2007 року. Перші машини надійшли до бойової частини – 5-го Любуського артилерійського полку 8 липня 2008 року. До 2009 року ця ескадрилья отримала всі 18 пускових установок, а в 2010 році 3-я ескадрилья 1-ї Мазурської артилерійської бригади отримала 18 пускових установок.
У 2018 році у Збройних Силах Республіки Польща було 75 примірників 122-мм реактивних систем залпового вогню WR-40 «Langusta». Ці пускові установки входять до складу трьох ракетних артилерійських ескадрилій, які входять до складу артилерійських полків. Крім того, три зразки пускових установок використовуються для підготовки фахівців у Центрі підготовки артилерії та озброєння в Торуні.